# Joanna Zawodniak
Joanna Elżbieta Zawodniak – polska językoznawczyni, dr hab. nauk humanistycznych, profesor nadzwyczajny Instytutu Neofilologii Wydziału Humanistycznego Uniwersytetu Zielonogórskiego i Wyższej Szkoły Zarządzania „Edukacji” we Wrocławiu.

## Życiorys
21 marca 2002 obroniła pracę doktorską Ewaluacja słownikowego programu nauczania dla dzieci wczesnoszkolnych uczących się angielskiego jako języka obcego, 23 października 2012  habilitowała się na podstawie pracy zatytułowanej Rozwijanie sprawności pisania w dydaktyce językowej na etapie wczesnoszkolnym. Pracowała w Nauczycielskim Kolegium Języków Obcych na Wydziale Humanistycznym Uniwersytetu Zielonogórskiego.
Objęła funkcję profesora nadzwyczajnego w Wyższej Szkole Zarządzania „Edukacji” we Wrocławiu, a także w Instytucie Neofilologii na Wydziale Humanistycznym Uniwersytetu Zielonogórskiego.